# آگوستا (میزوری)
آگوستا (به انگلیسی: Augusta) یک شهر در ایالات متحده آمریکا است که در شهرستان سنت چارلز، میزوری واقع شده‌است. آگوستا ۲٫۳۸ کیلومتر مربع مساحت و ۲۵۳ نفر جمعیت دارد و ۱۷۱ متر بالاتر از سطح دریا واقع شده‌است.